# Reserva india Omaha
La reserva india Omaha de la tribu omaha, reconocida federalmente en el condado de Thurston (Nebraska), con secciones en los condados vecinos de Cuming, Burt y Monona en Iowa, es una reserva india de casi 5200 habitantes con sede en Macy.
Se estableció una reserva de 12 421 acres (50,27 km²) por un tratado del 16 de marzo de 1854. La tribu escogió las tierras con la aprobación del presidente el 11 de mayo de 1855. Un tratado del 6 de marzo de 1865, seguido por dos leyes del Congreso el 10 de junio de 1872 y el 22 de junio de 1874 ratificaron el acuerdo.
El 31 de julio de 1874, la tribu traspasó parte de las tierras a los Ho-Chunk para formar la reserva india Winnebago.